# Indywidualne Mistrzostwa Szwecji na Żużlu 2004
Indywidualne Mistrzostwa Szwecji na Żużlu 2004 – cykl turniejów żużlowych, mających wyłonić najlepszych żużlowców szwedzkich w sezonie 2004. Tytuł wywalczył Tony Rickardsson (Masarna Avesta).

## Finał
- Målilla, 3 lipca 2004

| Msc. | Zawodnik           | Klub           | Pkt |               |  |
| ---- | ------------------ | -------------- | --- | ------------- |  |
| 1    | Tony Rickardsson   | Masarna        | 12  | (3,3,3,3)     |  |
| 2    | Antonio Lindbäck   | Masarna        | 17  | (3,3,3,3,3,2) |  |
| 3    | Mikael Max         | Luxo Stars     | 8   | (3,2,2,1)     |  |
| 4    | Andreas Jonsson    | Rospiggarna    | 7   | (3,2,2,0)     |  |
| 5    | Peter Karlsson     | Luxo Stars     | 7   | (2,1,3,1)     |  |
| 5    | Magnus Zetterström | Vastervik      | 12  | (2,3,2,1,3,1) |  |
| 7    | Niklas Klingberg   | Ornarna        | 9   | (3,2,2,0,2,0) |  |
| 7    | Stefan Dannö       | Valsarna       | 5   | (0,3,2,0)     |  |
| 9    | Peter Ljung        | Luxo Stars     | 3   | (0,2,1)       |  |
| 9    | David Ruud         | VMS Elit       | 12  | (3,1,3,1,3,1) |  |
| 11   | Sebastian Aldén    | Masarna        | 7   | (3,0,2,2,0,0) |  |
| 11   | Magnus Karlsson    | Team Dalakraft | 8   | (1,3,1,1,2,0) |  |
| 13   | Tobias Johansson   | Lejonen        | 5   | (2,0,2,0,1)   |  |
| 13   | Fredrik Lindgren   | Team Dalakraft | 5   | (2,2,0,1)     |  |
| 15   | Jonas Davidsson    | Rospiggarna    | 8   | (2,2,3,1,–)   |  |
| 15   | Stefan Andersson   | Piraterna      | 6   | (1,3,1,1,0)   |  |
| 17   | Peter Nahlin       | Bajen Speedway | 3   | (1,2,0)       |  |
| 17   | Kim Jansson        | Gastarna       | 2   | (0,2,0)       |  |
| 19   | Stefan Ekberg      | Piraterna      | 1   | (0,1)         |  |
| 19   | Eric Andersson     | Rospiggarna    | 1   | (0,1)         |  |
| 21   | Rickard Sedelius   | Bajen Speedway | 0   | (0,–)         |  |
| 21   | Thomas Ljung       | Lejonen        | 0   | (0,0)         |  |